# Hindby
Hindby är ett bostads- och affärsområde i stadsdelen Fosie, Malmö.
Hindby ligger mellan Jägersrovägen och Ystadvägen, öster om Kontinentalbanan och väster om Inre ringvägen. 
Området har en mycket blandad uppbyggnad. Vid Persborg finns flerfamiljshus. Längs Cypressvägen, som går i en båge innanför ringvägen, finns företag och här ligger Malmö djursjukhus. Vid Ystadvägen finns ett ICA Maxi-varuhus. 
Resten av området består av villor, många från 1940-talet. 
Hindby tillhörde tidigare egnahemsområdet Rosengårdsstaden och innan Fosie landskommun (fram till kommunreformen 1862 Fosie socken) inkorporerades i Malmö stad 1931, var det en av de två byarna i denna socken.
Områdets skola är Rosenholmsskolan (F-2, tillkom 1952 som Rosengårdsskolan; namnet ändrades 1974 då den nuvarande skolan med detta namn färdigställts). Här finns även Rosenholms, Cypressens, Herdinnans förskolor och Hindby skoldaghem.